# Beiersdorf
Beiersdorf (hornolužickosrbsky Bejerecy) je obec v Horní Lužici v německé spolkové zemi Sasko. Nachází se v zemském okrese Zhořelec a má přibližně 1 100 obyvatel.

## Geografie
Obec leží 18 km jižně od Budyšína a 11 km západně od Löbau. Severně od obce se nachází kopec Bieleboh (název pochází se slovanského Bílý bůh) s nadmořskou výškou 497 m. Spolková silnice B96 vede západně od obce.
Obec se skládá z místních částí Neulauba, Schmiedental, Zeile a Zwenke. Mezi její významné památky patří luterský kostel z roku 1855 s barokním oltářem.

## Historie
V obci byla provozu do v 17. září 1945 úzkorozchodná železnice Taubenheim–Dürrhennersdorf, prakticky všechna její kolejová vozidla byla v rámci reparací za 2.světovou válku odvezena do Sovětského svazu.
Poslední drážní vozidlo jí projelo v listopadu 1945.